# Oratorium
Een oratorium is een omvangrijk vocaal werk met een veelal geestelijke inhoud voor orkest, zangsolisten en koor, waarbij veelal een verteller de drager van de handeling wordt. In tegenstelling tot een opera heeft een oratorium geen decor en speciale kostuums en wordt er in een oratorium niet geacteerd op een scène. Als een oratorium het lijdensverhaal van Christus als onderwerp heeft, spreekt men van een passie.

## Etymologie
De naam 'oratorium' verwijst naar de plaats waar de eerste oratoria werden opgevoerd, het "Oratorio" van de Chiesa Nuova (Santa Maria in Vallicella) te Rome, waar de congregatie van de Oratorianen voor hun bijeenkomsten van gebed en ontmoeting deze nieuwe muziekvorm ontwikkelden. Het woord oratorium betekent plaats van gebed (bidkapel) en komt van  het Latijnse werkwoord orare, bidden.

## Ontstaansgeschiedenis
In 1551 stichtte de priester San Filippo Neri te Rome een vereniging van priesters, met het doel het godsdienstig peil van het volk omhoog te brengen. Er werden een aantal lezingen gehouden, die herhaaldelijk werden onderbroken door geestelijke gezangen (Lauden). In 1563 verschijnen deze lauden vierstemmig. Langzamerhand worden deze lauden ingewikkelder: met meer aandacht voor harmonie, melodie en er verschijnt contrapunt in de lauden. Ten slotte wordt de laude tweedelig en dubbelkorig. Daarnaast verschijnt de dialooglaude in de vorm van gesprekken. Langzamerhand krijgt het koor zijn vaste plaats aan het slot en dat is dan het ideale koor naar Griekse opvattingen: het vermaant, waarschuwt, trekt de moraal uit het verleden en dringt aan op godsvrucht, inkeer en boete. Vaak begon het koor met de woorden: "O mortali audite" ('O, stervelingen luistert'). Uit deze elementen ontstond uiteindelijk het Italiaanse oratorium.
Er was een verschil tussen Italiaanse en Latijnse oratoria. De Italiaanse oratoria hadden een berijmde tekst, de Latijnse een prozatekst, die nauwgezet Bijbelteksten volgde en qua karakter zeer religieus geënt waren. De Italiaanse oratoria waren vrijer van vorm en inhoud.
Ook in Duitsland werden oratoria geschreven, waarin met name de dialooglaude veel werd gebruikt. De bekendste componist hier is Heinrich Schütz, die na een studiereis naar Italië (waar hij het werk van Monteverdi hoorde) diverse oratoria componeerde. Opvallend is dat Schütz het koor afwisselt met een of meer solisten.
In de 16e eeuw komt ook het ballet tot grote bloei, waaronder het 'Ballet de Cour', waarin recitatieven, dialogen en koren worden afgewisseld met dansen. De inhoud van deze balletten was meest mythologisch of allegorisch en dienstig gemaakt aan de verheerlijking van de vorst.
In 1567 stichtte de Fransman Jean-Antoinne de Baïf de Académie de musique et poésie, na een reis te hebben gemaakt naar Italië. Het was zijn bedoeling een nauwer verband te leggen tussen muziek en poëzie. Politieke ruzies hebben hem echter belet in Parijs een opera te stichten. 
De ontwikkeling van de Italiaanse opera en het oratorium voltrokken zich gezamenlijk langs de volgende lijnen:
- Men schreef toneelstukken naar het voorbeeld van het Griekse drama; de stof voor de muziekdrama's was ontleend aan de Griekse mythologie
- Tussen de verschillende delen in werd er gezongen en ontstond een mix van koor met begeleiding (louden), van woord en muziek
- Later werd er ballet (dans) aan toegevoegd. Dans bleef echter bij het oratorium vaak uit.

Het in het midden van de 17e eeuw  ontstane, barokke Italiaanse oratorium, had in het algemeen geestelijke doeleinden, hoewel het nooit onderdeel was van de liturgie. 
Het dramatische oratorium, uitgevonden door Georg Friedrich Händel, is muziekhistorisch gezien een belangrijke uitvinding, fungeerde feitelijk als een opera en kon ook op toneel opgevoerd worden. Een aantal van zijn oratoria waren gebaseerd op de Griekse en Romeinse mythologie. Deze werken worden soms de seculiere of wereldlijke oratoria genoemd. Zowel de religieuze als de seculiere oratoria hebben een serieuze bedoeling. Als thema koos men onderwerpen als de schepping van de aarde, het leven van Jezus of de carrière van een klassieke held of Bijbelse profeet.
De plot van een oratorium is veelal minimaal, en sommige oratoria zijn in het geheel niet verhalend. Terwijl opera's gewoonlijk gebaseerd zijn op een gedramatiseerd verhaal, is het esthetisch doel in oratoria veel vaker ordening en betekenis aan een groter muzikaal werk te geven.

## Kenmerken van een oratorium
Net als een opera, heeft een oratorium een libretto. Het zal veelal uit de volgende elementen bestaan:
- Een ouverture
- Verschillende aria's, gezongen door vocale solisten
- Recitatief, vaak gebruikt om de plot te vertellen
- Koor

## Bekende oratoria
- Georg Friedrich Händel
  - Messiah, met het beroemde Hallelujah-koor.
- Johann Sebastian Bach
  - Weihnachtsoratorium
  - Paasoratorium
  - Hemelvaartsoratorium
  - Matthäus-Passion en Johannes Passion
- Antonio Vivaldi
  - Juditha Triumphans
- Joseph Haydn
  - Die Schöpfung
  - Die Jahreszeiten (werelds)
- Felix Mendelssohn Bartholdy
  - Elias
  - Paulus

Een aantal in de 20e eeuw gecomponeerde oratoria, zoals onder andere Oedipus Rex van Stravinsky en Jeanne d'Arc au Bûcher van Honegger werden direct voor het toneel ontworpen, waardoor ze nauwelijks van een opera te onderscheiden zijn. In de 21e eeuw kwam de Amerikaan Richard Danielpour met zijn oratorium Towards a season of peace. De compositie van het langste oratorium, het Jesus Oratorium dat in totaal ongeveer 5 uur duurt, staat op naam van Maria Scharwieß.
Hedendaagse Nederlandse componisten zijn o.a. ds. Martin de Geus en Dirk Zwart, waarbij eerstgenoemde de teksten dicht en musicus Dirk Zwart de muziek daarop schrijft. Onderwerpen zijn de levensverhalen van bekende figuren uit de Bijbel, zoals Jona, Abraham, Daniël en Petrus.